# Shapewear

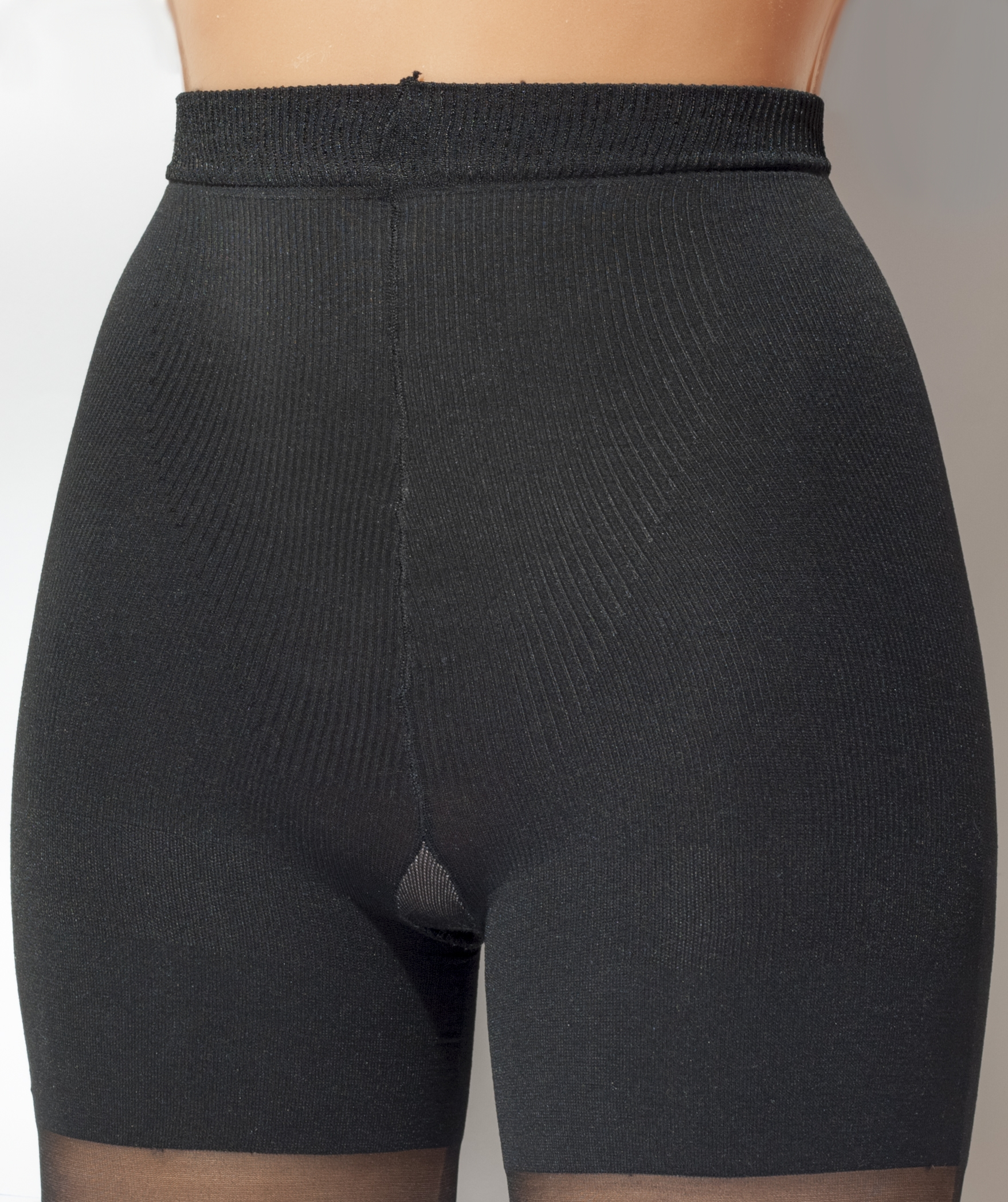
Shapewear

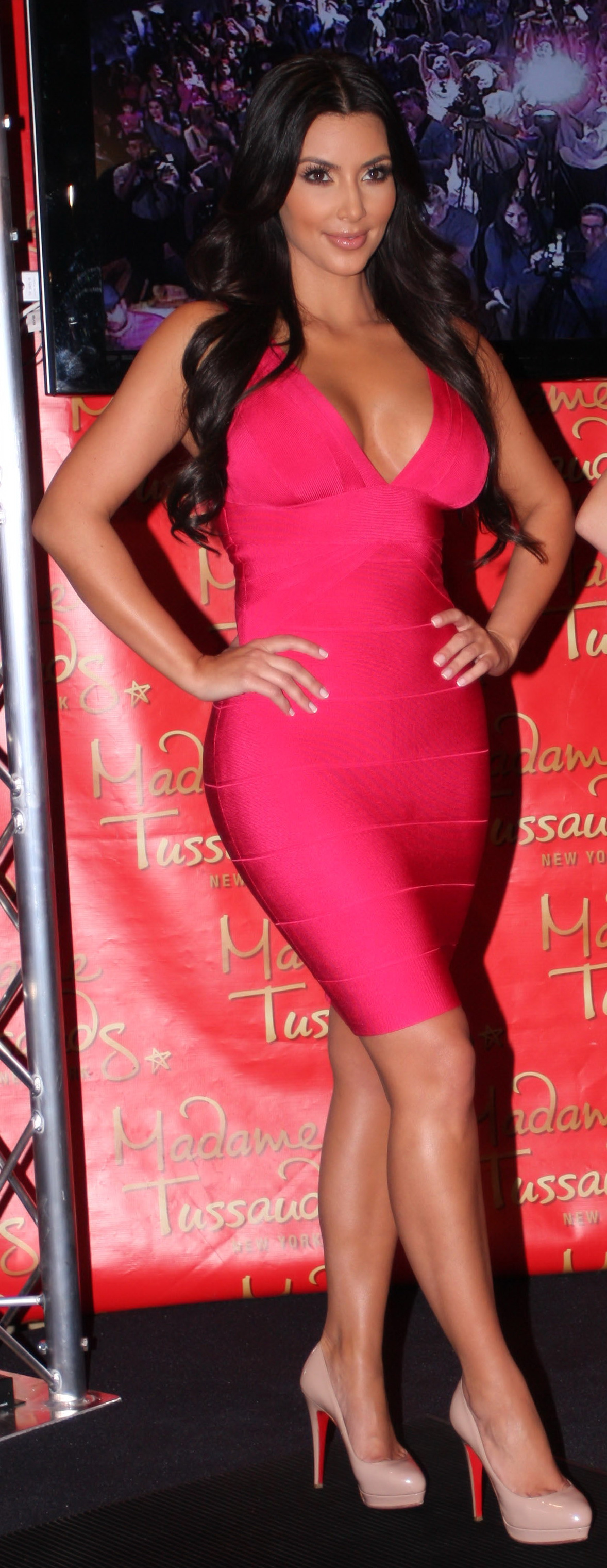
Kim Kardashian als Wachsfigur im Shapewear-Kleid

Shapewear (auch: Foundation garment) ist figurformende Unterwäsche, die den Körper nach einem vorgegebenen Schönheitsideal modelliert. Sie wird oftmals nicht als Unterwäsche, sondern als Oberbekleidung getragen.

## Beschreibung
Als schnelle Alternative zum Bodyshaping sorgt sie beim Tragen für eine schmalere Taille, einen flacheren Bauchumfang, ein üppigeres Dekolleté oder schlankere Oberschenkel.  Ursprünglich für kurvige Frauen, gibt es sie heute für verschiedene Körperformen und in verschiedenen Varianten. Shapewear ist eine moderne Form des Mieders, der Corsage bzw. des Korsetts: Durch modische Details, wie transparente Einsätze, Spitze oder florale Muster, wird heutzutage ein neues Image angestrebt. Kim Kardashian sorgte durch das Tragen von Shapewear und ihrer eigenen Modelinie für eine Bekanntheit dieser Mode. Shapewear-Kollektionen finden sich heute im Programm vieler großer Modelabels.
Es wird kritisiert, dass Shapewear bei dauerhaftem Tragen aufgrund seiner Enge gesundheitsschädigend wirken kann. So kann es zu Infektionen, Blasenentzündung, Druck auf Organe oder Begünstigung von Pilzerkrankungen kommen.